# Maggie Blye
Maggie Blye (24 de octubre de 1942 – 24 de marzo de 2016) fue una actriz estadounidense, reconocida por interpretar a la novia del personaje de Michael Caine en la película The Italian Job (1969).

## Carrera
Un artículo de 1983 sobre Blye, distribuido por la Newspaper Enterprise Association, contenía el siguiente comentario: "Se suponía que Maggie Blye sería la próxima gran estrella de cine. Terminó haciendo una serie de películas que se suponía que serían éxitos de taquilla, pero ni siquiera tuvieron repercusión".
Apareció en la película de Paul Newman de 1967 Un hombre y en la versión de 1969 de The Italian Job, así como en Waterhole No. 3 (1967) protagonizada por James Coburn. Blye apareció con Coburn nuevamente en la película de 1975 Hard Times. Sus otros papeles en el cine incluyen The Sporting Club (1971), Walking Tall: Final Chapter (1977) y The Entity (1982). Blye apareció en varias películas en la década de 2000, incluidas Last Goodbye de 2004 y la comedia de terror de 2005 The Gingerdead Man.
Blye falleció el 24 de marzo de 2016 de cáncer en su hogar en West Hollywood, California, a los 73 años. Le sobrevivió un hermano, Richard Blye, y una hermana, Judy Blye Wilson.

## Filmografía seleccionada
- Hombre (1967)
- Waterhole No. 3 (1967)
- Diamonds for Breakfast (1968)
- The Italian Job (1969)
- The Sporting Club (1971)
- Every Little Crook and Nanny (1972)
- Ash Wednesday (1973)
- Hard Times (1975)
- Mayday at 40,000 Feet! (1976)
- Walking Tall: Final Chapter (1977)
- Little Darlings (1980)
- Liar's Moon (1982)
- The Entity (1982)
- Kidco (1984)
- Mischief (1985)
- Soft Toilet Seats (1999)
- The Gingerdead Man (2005)